# Émile Brodbeck
Pour les articles homonymes, voir Brodbeck.
Émile Brodbeck, né le 7 septembre 1888 à La Chaux-de-Fonds et décédé le 15 octobre 1963 à Saint-Blaise, est un illustrateur, graphiste et naturaliste amateur.

## Biographie
Émile Brodbeck passe sa jeunesse à La Chaux-de-Fonds où il étudie quatre années durant à l’école d’art. Par la suite, il est engagé par la fabrique Suchard en tant que dessinateur. Il est mobilisé dès le début de la Première guerre mondiale et jusqu’en 1918. Naturaliste autodidacte et amateur, Emile Brodbeck écrit et participe à plusieurs ouvrages de vulgarisation et guides d’alpinisme ou de randonnées, certains par ses soins illustrés. Ses dessins sont aussi repris par Pro Juventute lors de l'émissions des timbres de 1956, 1957, 1958, 1959 et 1960. 
Émile Brodbeck participe très activement à la vie de nombreuses sociétés locales en tant que membre, vice-président et parfois président. Dont notamment : commission de surveillance de la réserve du Creux-du-Van, commission du Parc du Creux-du-Van, Club alpin suisse, Club jurassien, Amis de la nature, Société neuchâteloise des sciences naturelles, Société de mycologie, Association neuchâteloise de tourisme pédestre ou encore la commission neuchâteloise de la Ligue pour la protection de la nature. Tout jeune déjà, en 1912, il est, avec Arnold Meier, à l'origine de la fondation de l'Association neuchâteloise des éclaireurs. Dans les années 1920, Émile Brodbeck crée également, à Neuchâtel, la Société de graphologie. Celle-ci lui manifestera sa gratitude par la pose d’une plaque commémorative sur un bloc erratique de la région. 
Émile Brodbeck meurt accidentellement à l'âge de 75 ans le 15 octobre 1963, happé par un camion, alors qu’il partait observer les castors de la Tène.

## Publications (seul ou co-auteur)
- Émile Brodbeck, L'Alpinisme : guide pratique, Lausanne, Société romande d'Éditions, [1933].
- Émile Brodbeck, Pistes et empreintes d'animaux, Neuchâtel, Éd. la Baconnière, 1962.
- Émile Brodbeck et al., Le Scoutisme neuchâtelois, 1912-1962, Boudry, Éd. la Baconnière, 1962.
- Émile Brodbeck, Nature neuchâteloise : douze randonnées à travers le canton, Neuchâtel, Éd. la Baconnière, 1965.
- Émile Brodbeck, Panorama des Alpes, Club alpin suisse. Section neuchâteloise, Neuchâtel, Section neuchâteloise du Club alpin suisse, 1967.
- Émile Brodbeck et al., Pays de Neuchâtel : guide pédestre neuchâtelois, Berne, Kümmerly + Frey : Éd. géographiques, 1995.

### Sources externes
- Fonds Emile Brodbeck (1888-1968) [0,75 ml].  Cote : EBR. Bibliothèque publique et universitaire de Neuchâtel (présentation en ligne).
- Notices d'autorité :   - VIAF
  - Pays-Bas